# Judit Neumann
Judit Neumann (* 28. Mai 1976 in Magdeburg) ist eine deutsche Juristin. Sie ist Richterin am Bundessozialgericht.

## Leben und Wirken
Neumann studierte ab 1997 Rechtswissenschaften an der Universität Halle-Wittenberg, wo sie 2003 ihr Erstes Juristisches Staatsexamen ablegte. Ihr anschließendes Rechtsreferendariat schloss sie 2005 mit dem Zweiten Staatsexamen ab. 2006 trat sie als Richterin in den Höheren Justizdienst des Landes Sachsen-Anhalt ein und wurde zunächst als Richterin auf Probe und ab 2009 als planmäßige Richterin am Sozialgericht Halle eingesetzt. Von 2011 bis 2013 war sie als wissenschaftliche Mitarbeiterin an das Bundessozialgericht und anschließend bis Mitte 2014 an das Landessozialgericht Sachsen-Anhalt abgeordnet. Im Dezember 2015 erfolgte die Ernennung zur Richterin am Landessozialgericht beim Landessozialgericht Sachsen-Anhalt.
Im Juli 2018 wurde Neumann zur Richterin am Bundessozialgericht gewählt. Sie trat ihre Stelle zum 20. November 2019 an und wurde dem vor allem für die Grundsicherung für Arbeitsuchende zuständigen 14. Senat zugewiesen. Seit Januar 2022 ist Neumann im 7. Senat, der für die Grundsicherung für Arbeitsuchende zuständig ist, tätig. Außerdem ist sie Mitautorin von Fachkommentaren zum Sozialgerichtsgesetz, zum Zweiten Buch des Sozialgesetzbuches und zum Zehnten Buch des Sozialgesetzbuches.